# Autorevue
autorevue ist ein Automagazin in Österreich und gehört zur Verlagsgruppe News mit Sitz in Wien. Chefredakteurin ist seit 2017 Susanne Hofbauer. Die erste autorevue (01/1965) kam Ende Dezember 1964 auf den Markt.

Das Magazin erscheint monatlich und erreichte im 1. Halbjahr 2014 laut Österreichischer Auflagenkontrolle (ÖAK) eine durchschnittliche Druckauflage von 70.483 Exemplaren (verkaufte Auflage: 47.008 Exemplare).

## Inhalte
Die autorevue legt starken Wert auf die emotionale Seite der Automobil-Berichterstattung und auf ein hohes sprachliches Niveau. Längeren Reportagen, Porträts und Features werden deswegen verstärkt Platz im Heft eingeräumt.  Seit Mitte 2012 wird außerdem das Thema Oldtimer stärker behandelt. Einmal im Jahr erscheint außerdem das Heft „autorevue Premium“ mit Schwerpunkt auf langen Reisegeschichten, Autofotografie, Reportagen sowie Sport- und Luxuswägen.
Bis 2014 wurde der autorevue-Award vergeben. Per Leservoting wurden die besten Autos des jeweiligen Jahres gekürt. Unter den teilnehmenden Lesern wurde ein aktuelles Auto verlost.
Seit 2004 organisiert die autorevue außerdem in Zusammenarbeit mit Ford Österreich und dem ÖAMTC den Racing Rookie. Bei dieser Veranstaltung wird ein Nachwuchsrennfahrer gesucht. Der Gewinner bekommt für eine Saison ein Werkscockpit von Ford.
Von 2015 bis 2017 wurden insgesamt zwei Staffeln von autorevue TV auf ATV, moderiert von Christian Clerici, ausgestrahlt.

## Geschichte und Autoren
Die autorevue wurde 1964 von Norbert Orac und Martin Pfundner gegründet. An der ersten Ausgabe wirkte außerdem Axel Höfer mit, der bis zu seiner Pensionierung 2009 bei der autorevue blieb. Martin Pfundner war der erste Chefredakteur, bis 1967 Herbert Völker diese Aufgabe übernahm, 2002 wurden die Aufgaben an Christian Kornherr delegiert und seit 2017 ist Susanne Hofbauer Chefredakteurin der autorevue.
Niki Lauda hatte, zu seiner aktiven Zeit, eine regelmäßige Kolumne über die Formel 1 in der autorevue. Nachdem er seine Karriere beendet hatte, wirkte er regelmäßig bei Fotoshootings oder Autotests mit. Zu den regelmäßigen Autoren gehörten außerdem Helmut Zwickl und Heinz Prüller.
Zur Verdeutlichung des literarischen Anspruchs der autorevue schreiben immer wieder deutschsprachige Autoren wie Alfred Komarek und Thomas Glavinic für das Heft. Helmut A. Gansterer schreibt unter dem Pseudonym „Philipp Waldeck“ eine monatliche Kolumne mit dem Namen „Waldecks Wanderbrief“. Zum Expertenkreis der autorevue gehören die ehemaligen Entwicklungschefs von General Motors, Friedrich Indra, sowie von Opel und Audi, Jürgen Stockmar.
Für die Berichterstattung über die Ölkrise 1973 legte sich die Redaktion eine Strahlenschildkröte zu. Ein Bild von ihr schmückte damals die monatliche Rubrik „Tagebuch der Krise“.

## Auszeichnungen
Die autorevue erhielt sechs Mal den Österreichischen Zeitschriftenpreis.
- 1984 bekam David Staretz den dritten Preis für sein Gesamtwerk.
- 1993 erhielt Autor Peter Schönlaub den ersten Preis für „Unter Männer“, eine Reportage über Polizistinnen in Österreich.
- 2001 gewann Wolfgang Hofbauer mit „Wer nicht keilt stirbt“ den zweiten Preis. In der Geschichte geht es um den Alltag der Fiaker-Fahrer in Wien.
- 2007 ging der erste Preis an Stefan Schlögl für die Geschichte „Mit letzter Kraft“, eine Reportage über den Versuch eines Pensionisten ein Museum für Antriebskräfte zu eröffnen.
- 2012 gewann Christian Seidel den dritten Platz mit „Die neiche Liebeskutschn“, eine Beschreibung über den Kauf eines amerikanischen Oldtimers.
- 2023 gewann Martin Strubreiter mit dem Feature „Elvis lächelt im Himmel“, aus der November-Ausgabe, den Zeitschriftenpreis 2023 in der Kategorie „Lifestyle, Gesundheit & soziale Verantwortung“.